# Red Cliff, Colorado
Red Cliff är en ort i Eagle County i delstaten Colorado, USA.